# 山ジョアン
山 ジョアン（やま ジョアン、Joam、1566年（永禄9年）ごろ - 1633年（寛永9年）9月29日）は、津の国（摂津国）の人で、カトリック教会の日本人修道士。ジョアンは洗礼名。イエズス会士。筑後国の柳川（現・柳川市）の教会に修道士として務め、1614年にマカオに追放されるも、日本に帰国。司祭のジョアン・マテウス・アダミとともに、1620年から主として奥州の宣教に従事した。1629年に会津で捕縛され江戸（現・東京）へ送られ、1633年9月29日に江戸において穴吊るしの刑で殉教した。

## 来歴
1566年ごろ、津の国（現在の大阪府から兵庫県の一部）で生まれた山は、1586年、イエズス会に入会し、キリシタン大名である大友宗麟の家臣が多く移り住む筑後国の柳川の教会の修道士を務める。修道士を意味するイラオ（ポルトガル語：Irmão）やエルマノ（スペイン語：Hermano）などの言葉を冠されて呼ばれることがある。1607年に柳川にやってきた司祭のアダミと知り合う。1612年に江戸幕府が禁教令を布告したため、1614年にマカオへ追放された。同じ年にアダミもマカオへ流される。

## 奥州での宣教と江戸送り
山は密かに日本に帰り、やはり日本に戻ってきたアダミと1620年に会津の猪苗代で再会し、主として奥州の宣教に従事した。キリスト教の弾圧が厳しさを増す九州にくらべ、キリシタン大名の蒲生氏郷の一族が支配する奥州の会津はまだ平和だった。同年にはローマ法王パウロ5世が日本の信徒へ送った激励の教書を、司祭であるジョアン・バプチスタ・ポルロが会津にも届けている。しかし蒲生家の重臣で猪苗代城代の岡左衛門佐（さえもんすけ）が、若松の城主で氏郷の孫にあたる蒲生忠郷に棄教を迫ると、会津でも弾圧が始まった。1629年1月12日の米沢での殉教（北山原殉教遺跡）についての報告を、若松に潜んでいたポルロが、マカオの司祭であるアンドレ・パルメイロを通じてローマへ送っている。しかし、報告書には当時の日本人でなければ読めないような侍の名前なども正確に記されており、米沢の殉教を実際に見に行って報告したのは、山ではないかと考えられている。
同年に山も会津で捕縛され、1カ月以上会津若松の牢に閉じ込められた後、厳重に警護され、雪の山道を若松から6日間をかけて江戸へ送られた。まもなくして火刑を宣告され、先に送られていた若松の信徒15名と共に江戸中を引き回された。しかし山の書いたキリスト教に関する上申書に幕府の役人が興味を示し、山のみが牢に戻された。1630年にアダミも会津から江戸へ向かい、1633年に長崎で殉教した。山は4年間を江戸の牢内で過ごしたが、キリスト教を弾圧する幕府の方針が変わることはなく、1633年9月29日に66歳で穴吊るしの刑で殉教した。